# 江山萬里情
《江山萬里情》是華視在1992年（民國81年）播出的綜藝節目，標榜兼具社會教育與娛樂功能，內容是介紹中國大陸的風俗民情及風景。此節目獲得1993年第28屆金鐘獎綜藝節目獎。節目口號是：「《江山萬里情》，中國人——（男主持人）真行！」

## 播出時間
《江山萬里情》首播時間為1992年8月22日至1995年10月14日，於星期六晚間時段播出（時段不一，約21:20左右開播，每集長度約為1小時至1小時15分鐘）；之後，於深夜時段有重播。2009年9月7日至2010年2月22日，每日午夜04:00-05:00於華視休閒頻道重播。

## 主持人
第一任
- 主持人：曹啟泰、崔麗心
- 助理主持人：郎祖筠，稱號「郎姑」，穿陰丹士林布旗袍、梳兩條辮子出場，出場時會說：「公說公有理，婆說婆有理（或「婆說他沒道理」）；到底誰有理？我郎姑來評評理。」狀況題出現時，則會說：「狀況來了，問題不大，郎姑來為你搞定它。」

第二任
- 主持人：巴戈、崔麗心
- 助理主持人：姚黛瑋，稱號「姚大妹子」。

## 節目內容、單元
節目分第一版（曹啟泰與崔麗心）與第二版（巴戈與崔麗心）。下列就以第一版與第二版遊戲為例：

### 第一版遊戲
每集節目中會有2隊參加：「藝人隊」、「名人隊」。各有5人參加。一開始由2隊來按計步器來決定答題先後數字，由0+1一直到9+9。遊戲板類似大富翁的遊戲圖。如該題答錯則由觀眾答，觀眾答對即可得該題獎金，而來賓隊也會被扣該題獎金金額分數。
遊戲進行的同時，兩隊參賽者均有一面「金牌」，倘若該隊對所面臨之題目有信心者，可以祭出金牌，第29集開始由崔麗心小姐喊出「奏樂」口令時，製作單位會播出一小段「宏偉」的背景音樂，並表示該隊若答對，獎金可以雙倍，但是相對的，答錯者獎金也會被扣除雙倍。而該「被扣除的雙倍獎金」讓觀眾答對者，一樣也可以讓觀眾獲得。如果該隊到了最後一個回合的時候，還沒使用金牌，使用金牌是強迫的，所以如果有隊伍到了最後一回之前使用了金牌，則不受此限制。
節目剛播出時，大富翁板為每格都是以中國各省份來做為題目，走到該省份以及介紹該省份的簡稱。後節目布景是一個中國地圖，選到該省份步景中就會顯示該省的地理位置在哪。
第29集開始大富翁改版，主題換成有民俗題、歷史題、人物、習俗趣味、典故題等，玩法相同。
「旅遊題」等幾道題選擇，其中也有「狀況題」。按到狀況題之後，郎姑就會出來出一道題；如回答郎姑可接受，即可得分。另外一種狀況題，則是會有一塊大板子中，有十塊小版子，參賽者就得靠運氣，運氣好可加分，反之則扣分。若金牌使用在狀況題部份選到扣分時可免死一次，第二次選中不管好與壞都不加倍扣分，只有第一次選到加分時則加倍分數。
雖然小板子上簡單敘述一點文字，如「騎電驢子-1,000」，郎姑就會解釋為什麼「騎電驢子」會被扣分，又如「好人好事+5,000」，郎姑也會解釋為何「好人好事」會加分，有《大富翁》遊戲內的「機會命運」成分。
每集進行至第3題後會有個小單元「歷史也瘋狂」，由邰智源一人演出兩個角色。每集介紹一位古人，以詼諧幽默的方式與古人對談。
節目進行到中段時，會有「申論題」，由主持人出一到題，由2隊來賓來申論，如：「為何要叫東施，不叫西施」、「『五十步笑百步』的典故」、「成語『固若金湯』的典故」。
單元為一段「對對碰」，口號：「對對碰，碰對了我就送。」由兩隊先看答案十秒後，把二十個板子翻回，由兩隊分別猜（兩隊的配對數字均不同，以示公平）。猜對一組為500分／元。到最後會給觀眾一到二題機會答對一題可得獎品，觀眾猜中後可得獎品。
最後一段在第8集前有小單元「歷史的角度」，該單元訪問當時政府單位對於未來大陸政策走向。
直到節目最後，最高分的隊伍可以帶走該獎金，失敗隊伍可獲獎品。
節目進行到中期時，有一小單元是「傾聽兩岸的聲音」。此單元內容為訪問台灣及中國大陸文化的差異，跟訪問兩邊中國人的看法及想法。此單元有一對雙胞胎做為開場。

### 第二版遊戲
第二版遊戲不作大富翁，則是以電視牆上四種題目為主，參賽隊可以自由選擇對自己有利的題目，當然每個題目的分數不一，也要看當時參賽隊伍對題目的認知。
一開始有4道題目，以搶答方式來累計基本獎金。積分高先答題，答錯不扣分。該版遊戲不做狀況題，但仍有申論題。之後有新單元為中國相聲，每節到中段時會由宋少卿等來表演相聲。